# Geoffrey (voornaam)
Geoffrey, vaak als Jeffrey gespeld, is een Oudengelse jongensnaam en betekent "vrede van God". Het wordt voornamelijk gebruikt in Engelstalige landen. Het wordt vaak afgekort als "Geoff" of "Jeff".
Geoffrey komt van een Oudfranse vorm van een Germaanse naam. Hoewel het tweede element van de naam "frid" is, wat zoveel betekent als "vrede", wordt de betekenis van het eerste element betwist. Mogelijke woorden waarvan het zou kunnen afstammen zijn onder andere "gawia" ("grondgebied"), "walah" ("vreemdeling"), "gisil" ("gijzelaar") of "god". Het is mogelijk dat meer woorden dan dit werden gebruikt als elementen van dezelfde naam. Indien "god" een van hen was, zou "Geoffrey" waarschijnlijk afstammen van de gerelateerde naam "Godfrey". Middeleeuwse varianten op "Geoffrey" zijn "Jeffrey" en "Jeffery". Jeffrey wordt soms gespeld met één f zoals in Jefrey. Jeffrey en zijn varianten worden ook wel gebruikt als achternamen, meestal als een familienaam die eindigt in een s (bijvoorbeeld Jefferies, Jaffrays).
De naam werd geïntroduceerd in Engeland door de Noormannen nadat Willem de Veroveraar Engeland veroverd had in 1066. De naam bereikte een zekere populariteit bij de Engelse adel.

## Variaties
- Jeff
- Jeffery
- Jeffrey
- Jeffry
- Jef
- Jeffri
- Jeffree
- Jeffreigh
- Jefrey
- Gefrey
- Geoff
- Geoffry
- Geoffri
- Geoffree
- Geoffaree
- Geophrey
- Jaffray
- Jefferson
- Jeoffrey